# Фарра
Фа́рра, Фараг, (др.-евр. ‬и ивр. תֶּרַח‎ Тэ́рах — «шествие, путешествие, медление, медлитель») — библейский, ветхозаветный персонаж из потомства Симова (старшего сына Ноя), сын Нахора, сына Серуха, десятый патриарх после Ноя. Отец Авраама, Арана, Нахора (Быт. 11:26) и Сарры (Быт. 20:12).
Согласно Масоретскому тексту Библии Фарра родился в 1878 году от Сотворения мира (1883 год до н. э. по еврейскому календарю); по Септуагинте — в 3264 году (2245 год до н. э. по Византийской эре).
В исламе известен как Тару́х (араб. تارح‎), либо отождествляемый с ним Аза́р (араб. ازر‎, аль-Ан‘ам 6:74 (Кулиев)).

## Ветхозаветное повествование
Согласно Книге Бытия, ему было 70 лет, когда у него родились сыновья Авраам, Нахор и Аран (Быт. 11:26).
Фарра жил с семейством между Евфратом и низовьями Тигра, в халдейском городе Уре. Он был ещё жив, когда случился первый призыв Божий к Аврааму (Быт. 12:1—3). Начало исполнения этого призыва приписывается Фарре, как главе семейства (Быт. 11:31); он вышел с своим семейством из Ура Халдейского, чтобы идти в землю Ханаанскую, но остановился при Евфрате в Харране, где и умер в возрасте 205 лет (Быт. 11:32).
В Самаритянском Пятикнижии Фарра родился в 2179 году от Сотворения мира и умер в возрасте 145 лет, после чего Авраам покинул Харран.
В Книге Иисуса Навина, в своей заключительной речи перед израильскими лидерами, собравшимися в Сихеме, Иисус Навин излагает историю создания Богом израильского народа: «…за рекою жили отцы ваши издревле, Фарра, отец Авраама и отец Нахора, и служили иным богам…» (Нав. 24:2).
Также он упоминается в генеалогии, приведенной в 1 Пар. 1.

## Семья
В Книге Бытия говорится, что «Фарра жил семьдесят лет и родил Аврама, Нахора и Арана» (Быт. 11:26).
В Книге Юбилеев говорится о матери Фарры — по имени Ийосака. Там же упоминается имя жены Фарага (Фарры), матери Аврама (Авраама) — Една (дочь Арема и (не названной по имени) сестры Нахора.
В Книге Праведного упоминается имя жены Фарры — Амфело (дочь Корнебо) и имя их сына — Аврам.
Имя матери Авраама в Пятикнижии не упоминается, по арабским источникам её звали Адна, а по еврейским — Аматлея, вероятно Аматсула — древнехалдейское женское имя, встречаемое в шумерских клинообразных надписях, а не позднейшее греческое Амалтея, как полагает А. Когут.
Армянский историк Мхитар Айриванеци:
- упоминает жену Фары (Фарры) — Иедну (мать Авраама)[18];
- сообщает, что мать Авраама звали Малката, а мать Сарры — Земрута[19];
- упоминает мать Фарры — Иecxу[20].

По информации энциклопедии Брокгауза и Ефрона имя матери Авраама — Амилтай.

## Иудейская традиция

### Занятие

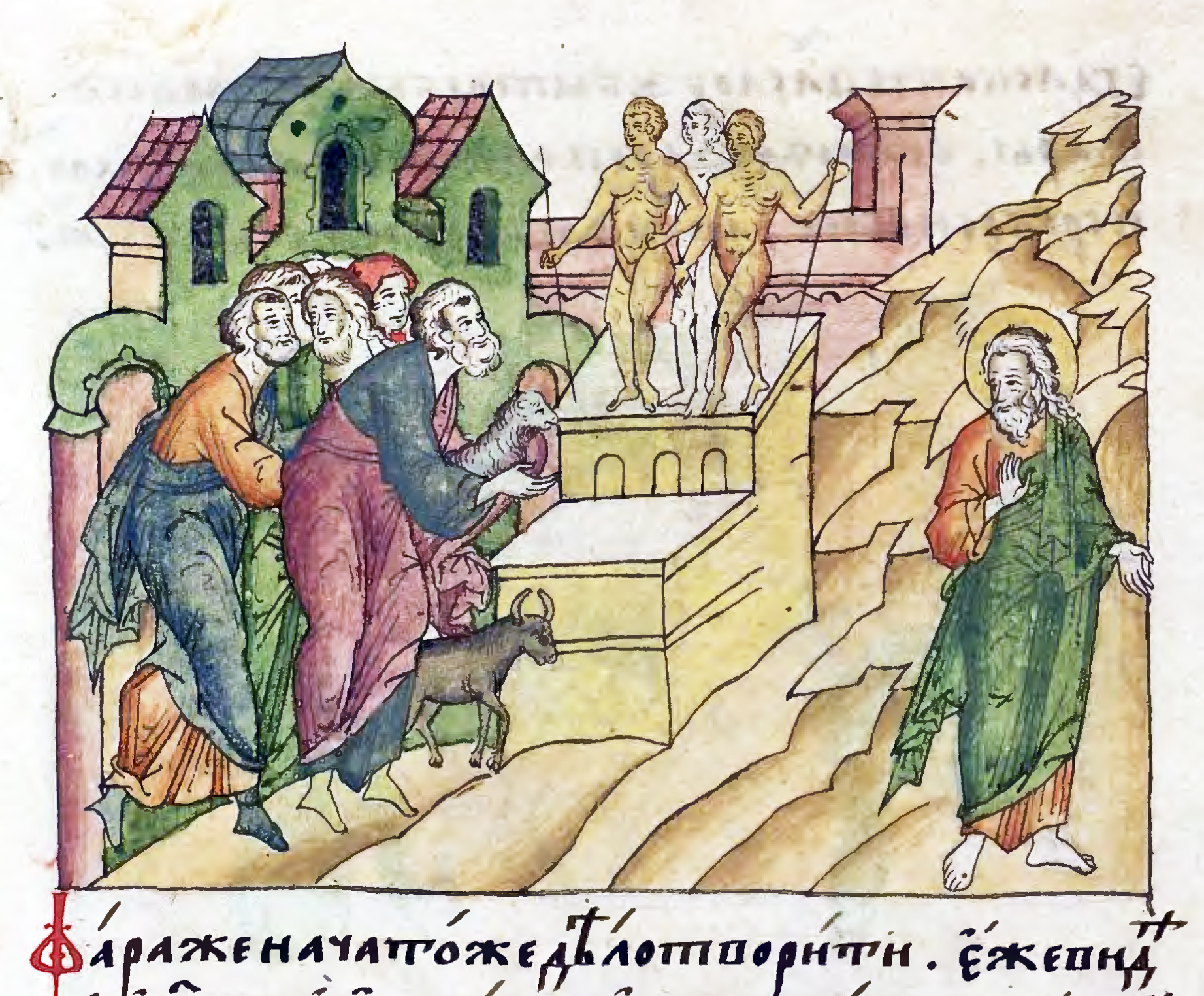
Фарра с идолами

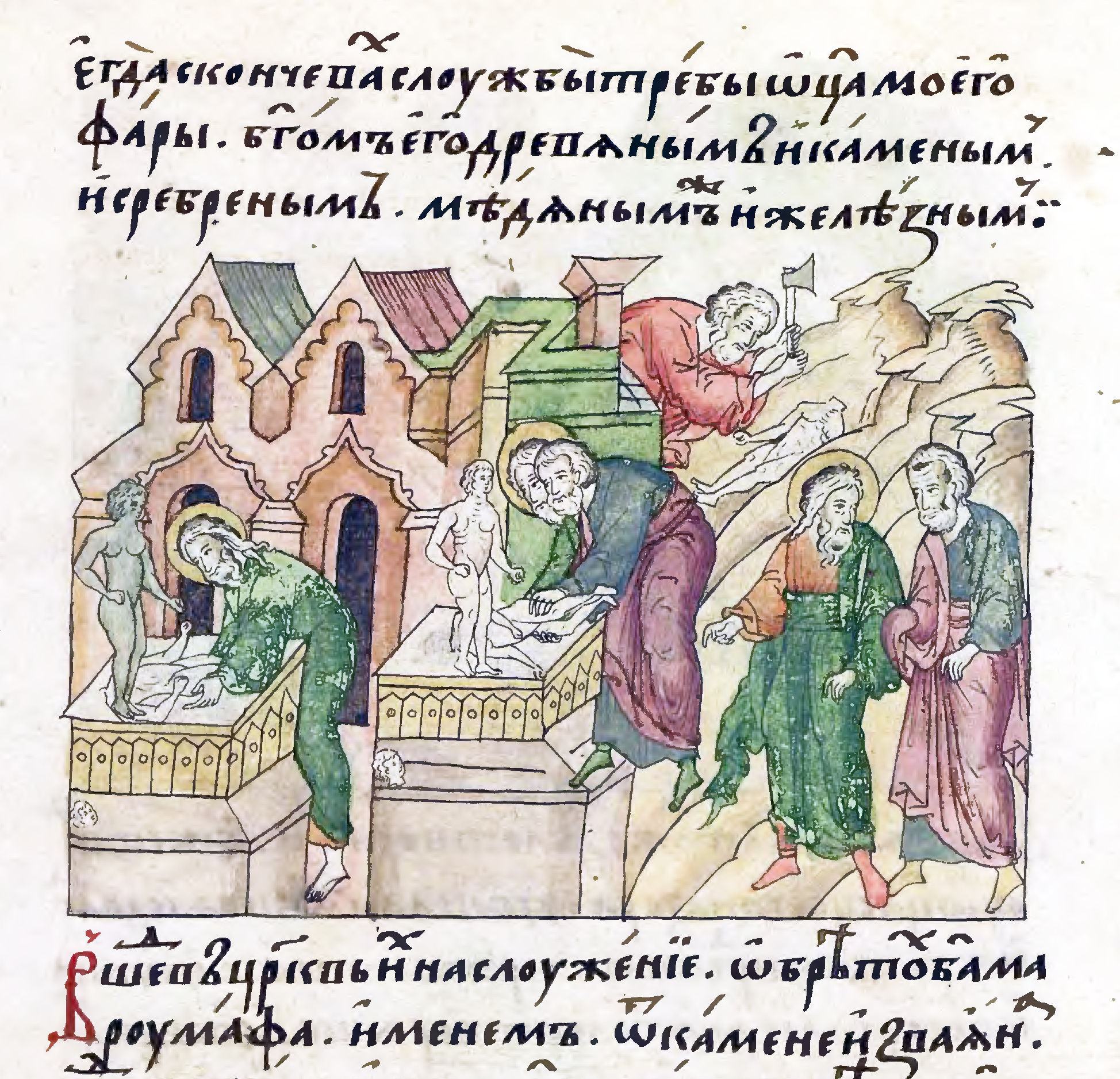
Фарра с идолами

Согласно раввинской литературе, Фарра был нечестивым идолопоклонником, который изготовлял идолов. Авраам, выступая против продажи идолов своего отца, разбил этих идолов и прогнал клиентов. Затем Фарра привёл своего непослушного сына к Нимроду, который бросил его в раскаленную печь, но Авраам чудом спасся.
Сефер ха-Зоар говорит, что когда Бог спас Авраама из печи, Фарра раскаялся, и рабби Абба Б. Каана сказал, что Бог заверил Авраама, что его отец Фарра имеет долю в грядущем мире.
Рабби Хийа приводит этот рассказ в книге Берешит Рабба:
Фарра оставил Авраама присматривать за магазином, пока он уходил. Женщина пришла с тарелкой муки и попросила Авраама поднести её идолам. Затем Авраам взял посох, сломал идолов и вложил посох в руку самого большого идола. Когда Фарра вернулся, он потребовал, чтобы Абрам объяснил, что он сделал. Аврам сказал своему отцу, что идолы дрались между собой, а самый большой разбил палкой других. «Что ты мне сказки рассказываешь?» — сказал отец. — «Я же их знаю». Авраам ответил: — «Послушай же самого себя!»
В аггадическом сочинении Сефер ха-Яшар Фарра рисуется как один из военачальников царя Нимрода, которого он сопровождал в войнах.
В этом же качестве упомянут в Книге Праведного.

### Предводитель путешествия
Фарра идентифицирован как человек, который организовал и привел семью в таинственное путешествие в Ханаан. Для еврейских ученых остается загадкой, почему Фарра начал свое путешествие и почему путешествие закончилось преждевременно. Комментатор Танаха Овадия Сфорно предполагал, что Ханаан был хорошо известен во времена Фарры, как земля, подготовленная для служения Богу. Предполагается, что Фарра был человеком, ищущим более великую истину.

### Когда Авраам покинул Харран
Согласно еврейской традиции, когда Фарра умер в возрасте 205 лет, Аврааму было уже 135 лет. Таким образом, Авраам покинул Харран в возрасте 75 лет, за 60 лет до смерти Фарры. Книга Бытия, однако, описывает смерть Фарры в Харране до того, как Аврам продолжил путешествие в Ханаан, выражая то, что он не был небрежен в мицве чествования родителей, оставив своего стареющего отца. То, что Фарра не достиг Ханаана, было отражением его характера, человека, который не мог пройти весь путь. Хотя Фарра был в правильном направлении, но не смог достичь своей цели — в отличие от Авраама, который все-таки добился божественной цели и не был связан идолопоклонническим прошлым своего отца. Выполнение Авраамом повеления Бога оставить своего отца освободило его от мицвы почитания родителей, и, как Авраам, он продолжил создавать новую линию, отличную от его предков.

## Христианская традиция
От Фарры начинается история странствования патриархов, воззванных Богом из смешения народов. Нравственной целью этого странствования, то есть изгнание из своей земли избранного племени, можно полагать то, чтобы оно таким образом сохранилось от суеверий и заблуждений своего времени, в которых через близкое сообщение и смешение с другими племенами совершенно могло бы погрязнуть. Дом Фарры был уже не далек от этой гибели, «как Бог простер к Аврааму слово благодати и спасения» (Нав. 24:2). Апостол Павел в послании к Евр. 11:8—16 даёт истории странствующих патриархов разъяснение, что странствование — это хождение верой, ожидание града, имеющего неподвижные основания, которого зодчий и основатель есть Бог, искание отечества небесного.

## Исламская традиция
В исламе считается, что отец Авраама был неверующим человеком из-за его отказа прислушиваться к постоянным советам своего сына. Самая ранняя история, связанная с Авраамом в Коране, — его дискуссия со своим отцом (араб. أب‎). Имя, данное для этого человека в аль-Ан‘ам 6:74 является Азар (араб. آزر‎).
Как отец, Азар нуждался в самом искреннем совете сына. Ибрагим, получив свои первые откровения от Бога, пригласил отца на путь ислама. Авраам объяснил ему недостатки идолопоклонства, и почему он был не прав, поклонявшись предметам, которые не могли ни слышать, ни видеть (Марьям 19:42 (Кулиев)):

Вот Ибрахим (Авраам) сказал своему отцу Азару: «Неужели ты считаешь идолов богами? Я вижу, что ты и твой народ находитесь в очевидном заблуждении».— аль-Ан‘ам 6:74 (Кулиев)
Авраам сказал своему отцу, что он действительно получил откровения от Бога, знания, которыми его отец не обладал и сказал ему, что вера в Бога принесёт ему огромные награды как в этой жизни, так и в будущей (Марьям 19:43 (Кулиев)). Авраам завершил свою проповедь, предупредив Азара о серьёзном наказании, которое ему грозит, если он не исправится (Марьям 19:45 (Кулиев)). Когда Авраам предложил своему отцу руководство и совет Бога, он отверг их и пригрозил забить его камнями до смерти (Марьям 19:46 (Кулиев)). Авраам молился за своего отца быть прощенным Богом, и хотя он продолжал искать ему прощения, это было только из-за обещания, которое он дал ему ранее. Когда стало ясно, что с неослабевающей ненавистью Азара к монотеизму, он никогда не станет бороться, Авраам отделился от него (ат-Тавба 9:114 (Кулиев)).
В Коране говорится, что люди Авраама были идолопоклонниками. Когда Авраам был маленьким мальчиком, он решил наконец преподать урок своей общине. Он сказал себе, что у него есть план для их идолов, пока они уйдут (аль-Анбия 21:57 (Кулиев)). Далее Коран сообщает, что Авраам впоследствии разбил всех идолов, кроме самого большого, который он сохранил нетронутым (аль-Анбия 21:58 (Кулиев)). Когда люди вернулись, они начали расспрашивать друг друга об обломках, пока некоторые из людей не вспомнили, что юноша, Авраам, говорил об идолах ранее (аль-Анбия 21:60 (Кулиев)). Когда прибыл Авраам, люди немедленно начали его расспрашивать, имеет ли он какое-либо отношение к разбитым идолам. Затем Авраам в остроумной насмешке спросил людей, почему они не спрашивают самого большого из идолов, который, по их мнению, действительно мог слышать и говорить (аль-Анбия 21:63 (Кулиев)). Народ Авраама был смущен позором и признал, что идолы ни на что не способны (аль-Анбия 21:65 (Кулиев)).
Говорят, что после инцидента с идолами люди Авраама, признав свою вину, проигнорировали предупреждение Авраама и вместо этого в ответ бросили его в огонь и воскликнули: «Защитите своих богов» (аль-Анбия 21:68 (Кулиев)). Хотя естественная природа огня — это сильный жар, Бог повелел пламени быть прохладным и умиротворяющим для Авраама (аль-Анбия 21:69 (Кулиев)). Авраам остался невредимым как физически, так и духовно, пережив огонь преследований. Люди продолжали глумиться над ним и преследовать, но безуспешно, поскольку Коран говорит, что именно они «потеряли больше всего» (аль-Анбия 21:70 (Кулиев)).

## Образ в кино
- Авраам: Хранитель веры (англ. Abraham; США, Италия, Великобритания, 1993), режиссёр Джозеф Сарджент — телевизионный фильм о жизни пророка Авраама. В роли Фарры — Витторио Гассман[32].